# 赵遵康
赵遵康（1913年—1983年7月12日），安徽金寨人。中国人民解放军少将。

## 生平
1929年，加入中国共产主义青年团。1930年，参加中国工农红军。1931年，由共青团转入中国共产党。第一次国共内战时期，先后任县游击队排长、连长，红四方面军第四军第12师36团排长，红二十五军75师223团连长。参加了鄂豫皖苏区历次反围剿战争和长征。到陕北后，参加了劳山战役、榆林桥战役、直罗镇战役、东征、西征战役。后任红十五军团75师225团民运股股长，师民运科科长。抗日战争时期，任八路军第115师344旅688团敌工股股长。1939年随部进入冀鲁豫边区，任晋南游击支队政治处主任。1940年4月，任冀鲁豫军区第五军分区基干团副团长、团长。参加了冀鲁豫边区反扫荡战役。1943年，任中共中央党校学习。1945年，任冀鲁豫军分第五军分区副司令员。第二次国共期间，任冀鲁豫军区第四军分区副司令员。1947年6月任晋冀鲁豫野战军第11纵队33旅副旅长。1948年8月，任第31旅旅长。参加了睢杞战役、淮海战役。1949年2月任第二野战军第17军补训师师长，后任军后勤部部长。
中华人民共和国成立后，任第五兵团兼贵州军区后勤部部长。1955年，毕业于后勤学院，后任海南军区司令员，广州军区生产建设兵团副司令员。1961年，授中国人民解放军少将。1966年5月，任广州军区后勤部副部长，1976年10月任部长。曾获二级八一勋章、二级独立自由勋章、二级解放勋章。1983年7月12日，在广州逝世。